# Rendszerelemző
A rendszerelemző vagy más néven üzletitechnológia-elemző olyan számítástechnikai szakember, aki elemzésre, tervezésre és informatikai rendszerek megvalósítására szakosodott. A rendszerelemzők felmérik az informatikai rendszerek megfelelőségét az elvárt kimenetükkel, a felhasználókkal, szoftverkereskedőkkel és programozókkal való kapcsolatuk tekintetében, amit arra használnak, hogy a kimeneti céljaikat elérjék. A rendszerelemző az a személy, aki elemzési és tervezési technikákat használ üzleti problémák informatikai technológiával való megoldására. Az üzleti elemzők lehetnek változásügynökök, akik rámutatnak a szükséges szervezeti fejlesztésekre, megtervezik a változáshoz szükséges informatikai rendszereket, betanítanak és motiválnak másokat ezen rendszerek használatára.

## Ipar
A 2015-ös állapotok szerint a számítógépes rendszerelemzőket a legnagyobb számban alkalmazó szektorok a kormányzat, a biztosítás, a számítógépes rendszertervezés, a professzionális és kereskedelmi berendezésgyártás, cég- és vállalkozásvezetés. A foglalkozások száma ezeken a területeken előreláthatólag a 2009-es évi 487 000-ről 2016-ra 650 000-re emelkedik. Az Egyesült Államok Munkaügyi Statisztikai Hivatala (BLS) foglalkozási kilátásai azt jósolják, hogy a 2012-2022-es időszakban a számítógépes rendszerelemzők iránti szükséglet 25%-al nagyobb lesz, végül csökkentve a becslésüket most a 2022-2032 közötti évekre 10%-os növekedést jeleznek. Arra hivatkoznak, hogy „Ezek közül sok várhatóan abból adódik, hogy pótolni kell azokat a munkavállalókat, akik más foglalkozásokra váltanak át, vagy kilépnek a munkaerő piacról, például nyugdíjba mennek.”
Egy 2010-es felmérés szerint ez az állás a harmadik legjobb helyen végzett, ötödik helyezett a 2011-es, kilencedik a 2012-es és tizedik a 2013-as felmérésben.

## Fordítás
Ez a szócikk részben vagy egészben  a   Systems analyst című angol Wikipédia-szócikk fordításán alapul.  Az eredeti cikk szerkesztőit annak laptörténete sorolja fel. Ez a jelzés csupán a megfogalmazás eredetét és a szerzői jogokat jelzi, nem szolgál a cikkben szereplő információk forrásmegjelöléseként.